# Ђовани Росо
Ђовани Росо (итал. Giovanni Rosso; Сплит, 17. новембар 1972) је бивши хрватски фудбалер, који је играо на позицији везног играча. Поред хрватских, Росо је играо за неколико клубова у Израелу, где је постао познат по својој техници и слободним ударцима.

## Каријера

### Клупска каријера
Између 1994. и 1996. играо је за Загреб, пре него што је прешао у Израел, где је уживао велики успех. Играо је најбоље тимове у Изрелу, укључујући УЕФА Лигу шампиона са Макабијем из Тел Авива. Признат је као један од најбољих страних играча који су икада играли у Премијер лига Израела.
Повратак у сплитски Хајдук поквариле су му повреде. На крају је одиграо само четири утакмице у Првој лиги Хрватске током овог периода. Повукао се из клупског фудбала у јуну 2009. године.

### Репрезентација
За репрезентацију Хрватске дебитовао је у новембру 2002. у пријатељској утакмици у гостима против Румуније, а играо је на укупно 19 утакмица, постигавши један гол. Његова последња утакмица за рперезентацију била је утакмица на Европском првенству јуна 2004. против Енглеске у Лисабону.

## Приватни живот
Рођен је 1972. године у Сплиту, а италијанског је порекла. Течно говори хебрејски језик и натурализовани је држављанин Израела.
Појавио се у изралеском ријалити-програму који је сниман у Дубровнику, а 2015. у ријалити-програму Голстар. Године 2019. учествовао је и победио у ријалити ТВ емисији Сурвајвор ВИП, која се емитовала на Каналу 13 у Израелу.

## Награде и трофеји
Хапоел Бершева
- Државни куп Израела : 1997

Хапоел Хаифа
- Шампионат Израела : 1998–99

Макаби Хаифа
- Шампионат Израела : 2001–02, 2003–04, 2004–05
- Тото куп : 2001–02

Индивидуални 
- Најбољи фудбалер Израела : 1998–99, 2001–02[5]